# Очков
Очков (слч. Očkov) насељено је мјесто са административним статусом сеоске општине (слч. obec) у округу Ново Место на Ваху, у Тренчинском крају, Словачка Република.

## Становништво
| Година:    | 1994. | 2004.   | 2014.   | 2024.   |
| ---------- | ----- | ------- | ------- | ------- |
| Број људи: | 428   | 448     | 488     | 493     |
| Разлика:   |       | +4,67 % | +8,92 % | +1,02 % |

| Година:    | 2023. | 2024.   |
| ---------- | ----- | ------- |
| Број људи: | 484   | 493     |
| Разлика:   |       | +1,85 % |

Према подацима о броју становника из 2024. године насеље је имало 493 становника.